# Videnpilot
Videnpilot er  en højtuddannet person, som gennem Styrelsen for Forskning og Innovation, tilbydes  ansat i en virksomhed med tilskud fra samfundets side.
Målgruppen for videnpiloter er mindre virksomheder  med mellem 2 og 100 fuldtidsansatte.
En videnpilot er en akademisk medarbejder, som er uddannet på kandidat –niveau eller højere.
Formålet med ansættelse af de højtuddannede personer, er eksempelvis at de skal løse konkrete udviklingsopgaver i relevante virksomhed.

## Ekstern henvisning og kilde
- Styrelsen for Forskning og Innovation – Videnpiloter Arkiveret 12. februar 2012 hos  Wayback Machine